# Haplocarpha
Haplocarpha Less., 1831 è un genere di piante angiosperme dicotiledoni della famiglia delle Asteraceae.

## Descrizione

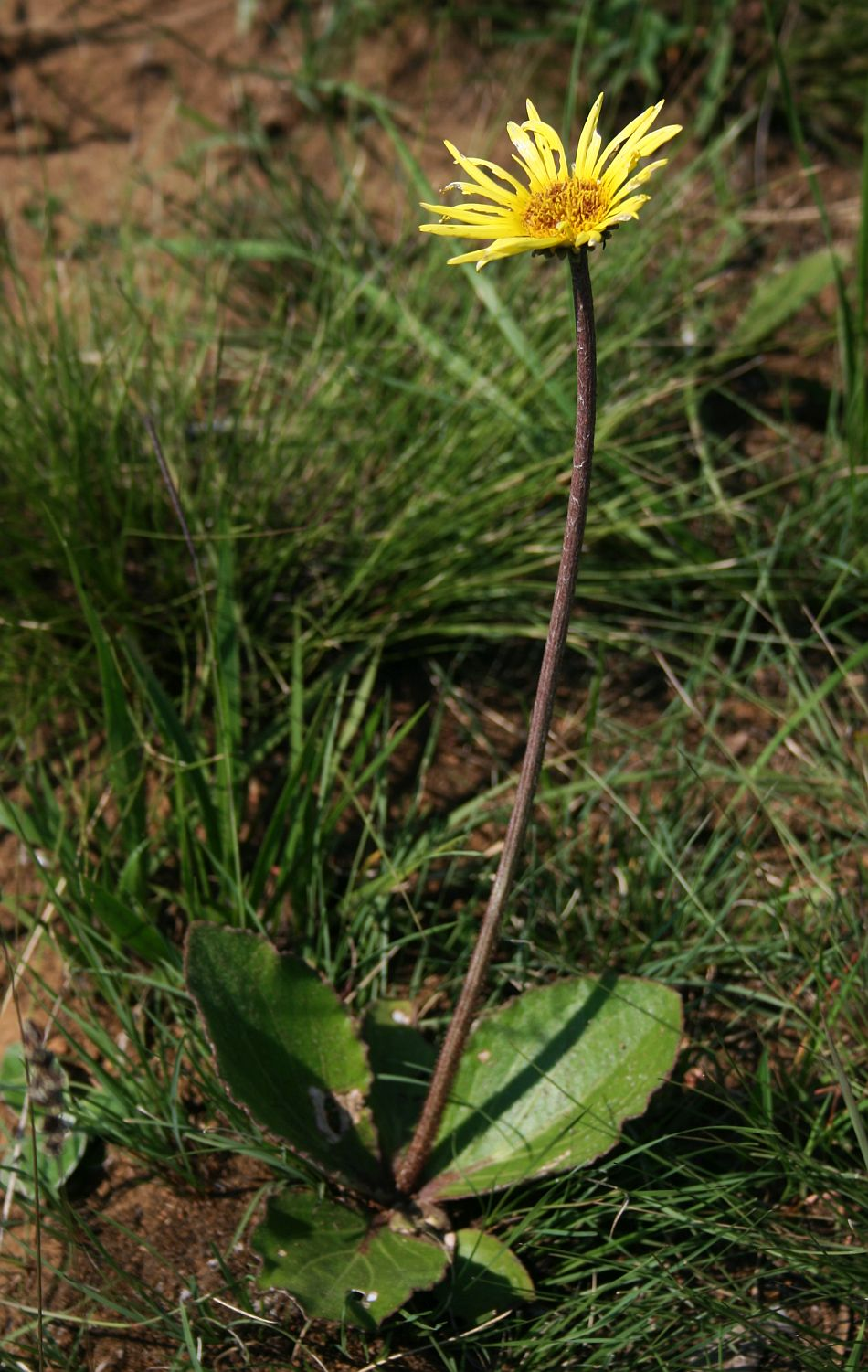
Il portamento
Haplocarpha thunbergii

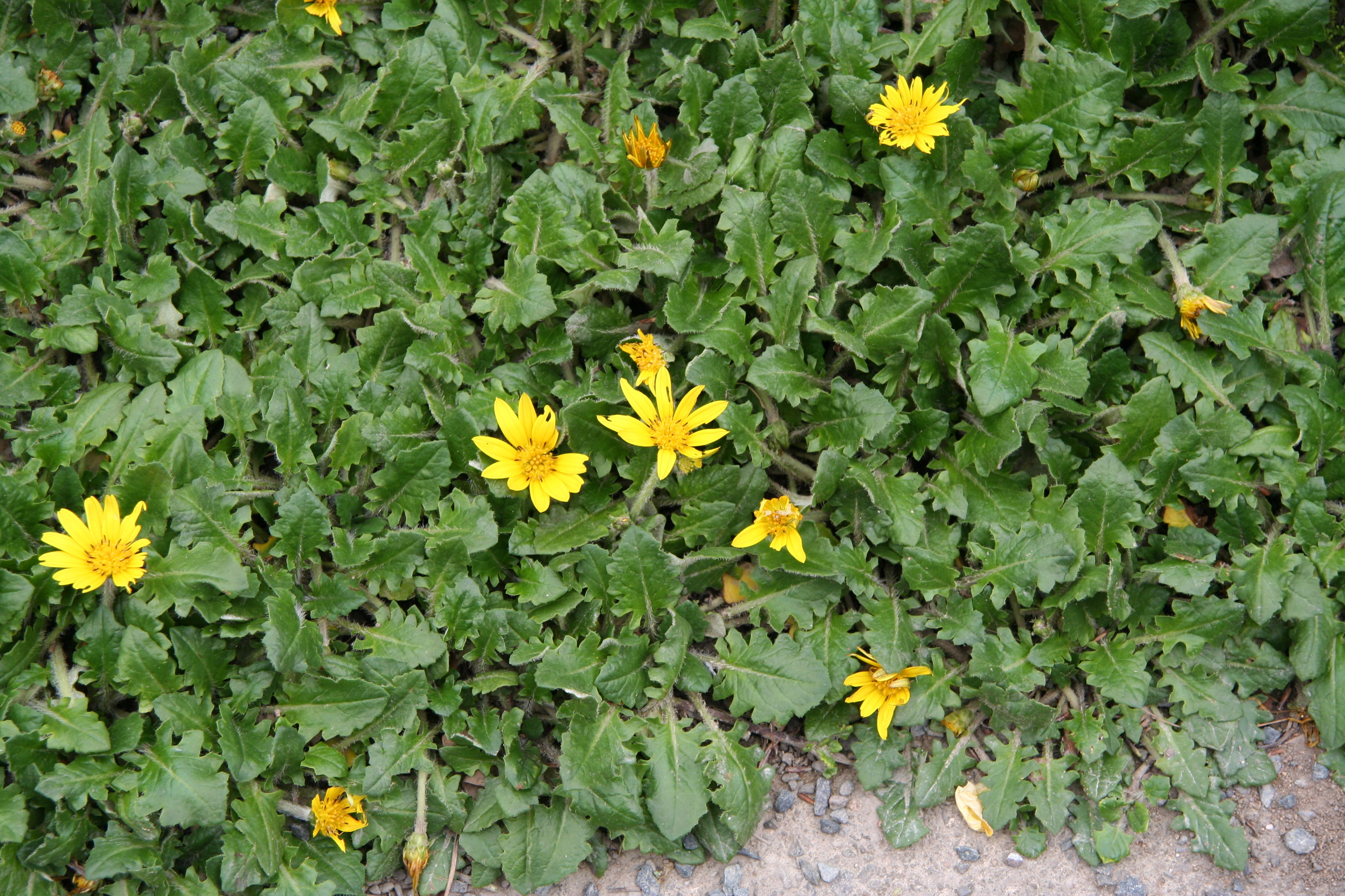
Le foglie
Haplocarpha cheilanthifolia

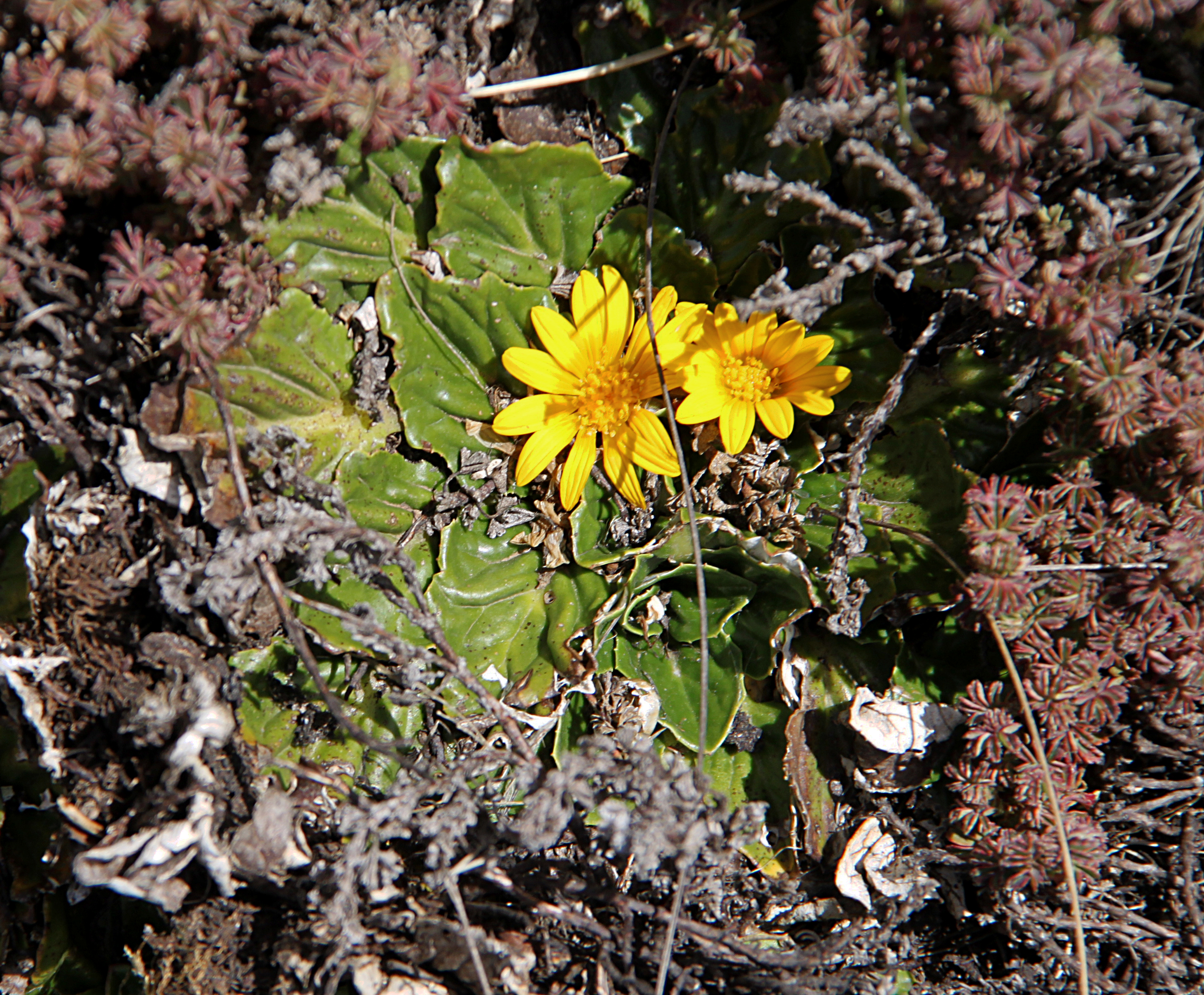
Infiorescenza
Haplocarpha rueppelii

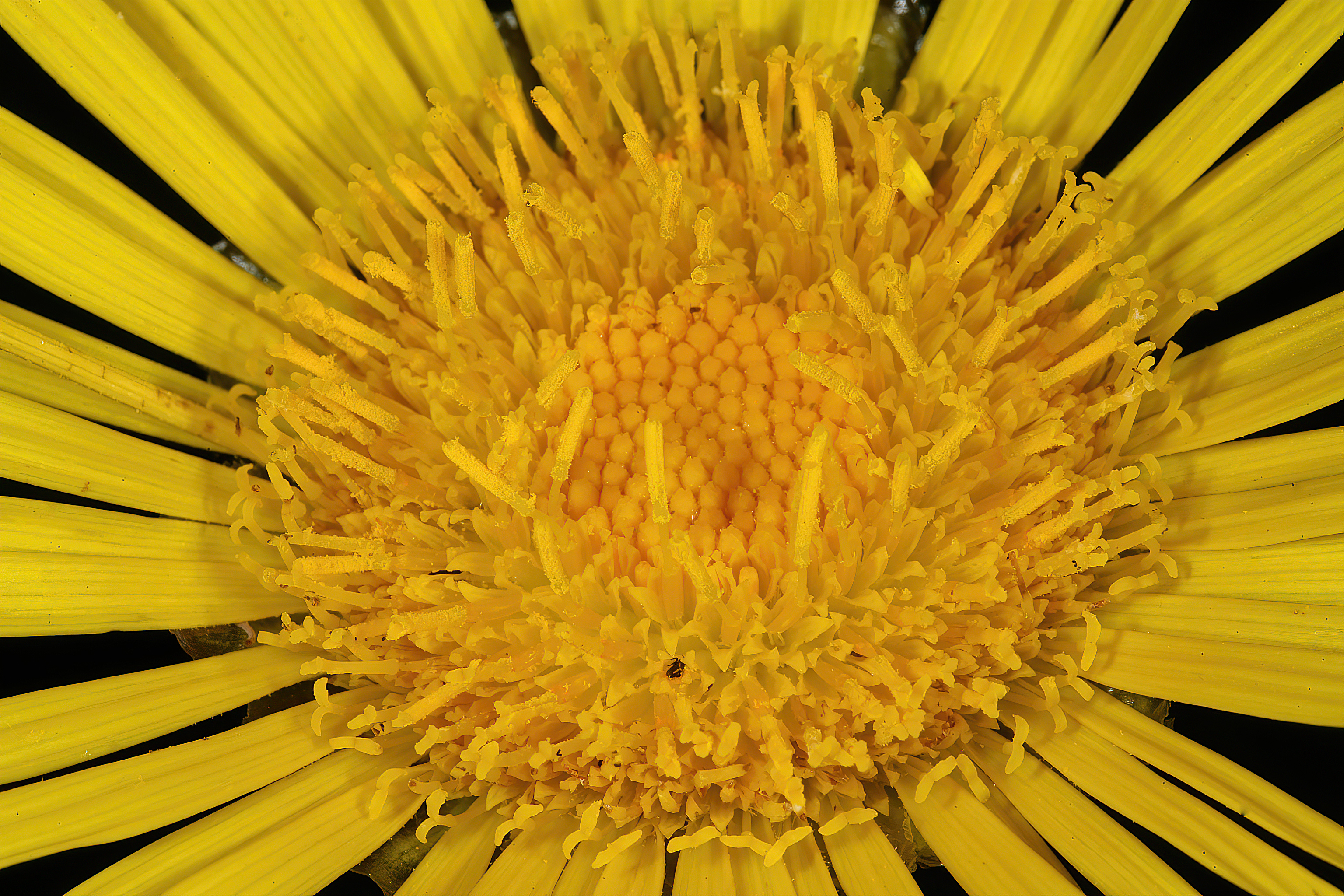
I fiori
Haplocarpha scaposa

Le piante di questo genere sono delle erbe perenni senza latice. Alcune piante possono formare dei tappetti erbosi. I fusti, con base quasi legnosa, sono più o meno da eretti a prostrati. Sono presenti molte radici avventizie.
Le foglie sono solamente basali-rosulate. La forma varia da intera o lobata fino a pennatosetta (talvolta palmata). La superficie è normalmente provviste di peli lanoso-infeltriti (specialmente la superficie inferiore). I bordi non sono spinosi, ma spesso dentati.
Le infiorescenze sono composte da capolini eterogami per lo più singoli, peduncolati o sessili, scaposi. I capolini di tipo radiato, sono formati da un involucro a forma più o meno emisferico composto da brattee disposte in modo embricato e scalato su più serie all'interno delle quali un ricettacolo fa da base ai fiori tubulosi (quelli centrali o del disco) e ligulati (quelli periferici o del raggio). Le brattee, simili a foglie e con forme lanceolate, sono libere, quelle esterne hanno degli apici a consistenza fogliacea, quelle interne hanno delle forme ottuse con apici scariosi. Il ricettacolo è piatto o convesso e può essere provvisto di pagliette oppure no (nudo o brevemente frangiato - con scaglie simili a quelle del pappo).
I fiori sono tetra-ciclici (ossia sono presenti 4 verticilli: calice – corolla – androceo – gineceo) e pentameri (ogni verticillo ha 5 elementi).  I fiori del raggio sono femminili (talvolta sono presenti degli staminoidi); quelli centrali (del disco) sono ermafroditi e fertili, oppure femminili e sterili.
- Formula fiorale:

*/x K {\displaystyle \infty }, [C (5), A (5)], G 2 (infero), achenio
Calice: i sepali del calice sono ridotti ad una coroncina di squame.
Corolla: le corolle dei fiori in genere sono corte. Quelle dei fiori periferici sono raggianti a forma ligulata (zigomorfi) terminati con tre lobi; i colori sono gialli (dorsalmente rossi o verdastri). I fiori centrali, quelli del disco, sono tubulosi (attinomorfi) con delle corolle che terminano con 5 lobi poco profondi.
Androceo: gli stami sono 5 con filamenti liberi e distinti, mentre le antere sagittate sono saldate in un manicotto (o tubo) circondante lo stilo. Le appendici apicali delle antere sono brevi e ovate (ottuse). Le teche sono speronate ma senza coda. Le pareti dell'endotecio sono radiali.
Gineceo: lo stilo è filiforme, mentre gli stigmi dello stilo sono due e divergenti e apici arrotondati. L'ovario è infero uniloculare formato da 2 carpelli. Lo stilo è ingrossato all'apice e con peli concentrati in un anello appena sotto la biforcazione stigmatica.
Il frutto è un achenio con un pappo. Gli acheni hanno delle forme spiraleggianti, sono costoluti e a volte alati; il pericarpo può avere una subepidermide sclerificata. A volte sono trasversalmente rugosi con superficie sericea o glabra. Il pappo è formato da poche scaglie membranose subulate-lineari con bordi ialini disposte su due serie, raramente è assente.

## Biologia
- Impollinazione: l'impollinazione avviene tramite insetti (impollinazione entomogama tramite farfalle diurne e notturne).
- Riproduzione: la fecondazione avviene fondamentalmente tramite l'impollinazione dei fiori (vedi sopra).
- Dispersione: i semi (gli acheni) cadendo a terra sono successivamente dispersi soprattutto da insetti tipo formiche (disseminazione mirmecoria). In questo tipo di piante avviene anche un altro tipo di dispersione: zoocoria. Infatti le brattee dell'involucro possono agganciarsi ai peli degli animali di passaggio disperdendo così anche su lunghe distanze i semi della pianta.

## Distribuzione e habitat
La distribuzione delle piante di questa specie è relativa all'Africa (del Sud e dell'Est fino all'Etiopia).

## Tassonomia
La famiglia di appartenenza di questa voce (Asteraceae o Compositae, nomen conservandum) probabilmente originaria del Sud America, è la più numerosa del mondo vegetale, comprende oltre 23.000 specie distribuite su 1.535 generi, oppure 22.750 specie e 1.530 generi secondo altre fonti (una delle checklist più aggiornata elenca fino a 1.679 generi). La famiglia attualmente (2021) è divisa in 16 sottofamiglie.

### Filogenesi
Le piante di questa voce appartengono alla sottotribù Arctotidinae (tribù Arctotideae) della sottofamiglia Vernonioideae. Questa assegnazione è stata fatta solo ultimamente in base ad analisi di tipo filogenetico sul DNA delle piante. Precedenti classificazioni descrivevano queste piante nella sottofamiglia Cichorioideae.
Haplocarpha così come è descritto attualmente è polifiletico. Alcuni studi suddividono le specie del genere in almeno quattro cladi ben supportati. Le specie H. nervosa e H. rueppelii rappresentano il primo lignaggio divergente (denominato anche Landtia clade). A ridosso del "core" della sottotribù si trova il clade formato dalle specie H. scaposa e H. oocephala. Un clade terminale è formato dalle specie H. lanata e H. lyrata.
Questo genere si differenzia dagli altri della stessa sottotribù per le foglie con bordi fortemente dentati e acheni costoluti senza cavità.
Il numero cromosomico delle specie di questo gruppo è: 2n = 10, 12 e 18.

### Elenco delle specie
Per questo genere sono assegnate le seguenti 9 specie:
- Haplocarpha hastata K.Lewin
- Haplocarpha lanata  Less.
- Haplocarpha lyrata  Harv.
- Haplocarpha nervosa  (Thunb.) Beauverd
- Haplocarpha oocephala  (DC.) Beyers
- Haplocarpha parvifolia  Beauverd
- Haplocarpha rueppelii  Beauverd
- Haplocarpha scaposa  Harv.
- Haplocarpha schimperi  Beauverd

### Sinonimi
Sono elencati alcuni sinonimi per questa entità:
- Landtia Less.
- Schnittspahnia  Sch.Bip.
- Ubiaea  J.Gay